# Światowid na Kaponierze
Światowid na Kaponierze – obelisk stojący przy Rondzie Kaponiera w Poznaniu.
Pięciometrowy monument autorstwa Jerzego Sobocińskiego został ustawiony w tym miejscu w grudniu 1973. Składa się z pięciu segmentów (każdy ważący 3 tony). Na czterech dolnych segmentach są podane odległości dzielące Poznań i europejskie stolice. Napisy (razem 400 liter) odlano w brązie. Na najwyższej części umieszczono cztery tarcze zegara wyprodukowanego w Czechosłowacji, którego sterowanie odbywało się przez zegar-matkę (umieszczony w budynku ówczesnego kina „Bałtyk”). Na szczycie znajduje się, dodany w latach 90. XX wieku, metalowy segment ze skrótem i symbolem Międzynarodowych Targów Poznańskich.

## Przykładowe odległości od Poznania
- Belgrad - 885 km
- Berno - 915 km
- Rzym - 1215 km
- Madryt - 2055 km